# Syngnathus
A Syngnathus a sugarasúszójú halak (Actinopterygii) osztályának pikóalakúak (Gasterosteiformes) rendjébe, ezen belül a tűhalfélék (Syngnathidae) családjába tartozó nem.

## Tudnivalók
A Syngnathus-fajok többsége az Atlanti-óceánban és annak melléktengereiben, valamint a Csendes-óceán keleti felén fordul elő. Körülbelül 3-4 faj az Indiai-óceán nyugati felén is fellelhető. A legnagyobb hosszúk 11-50 centiméter közötti.

## Rendszerezés
A nembe az alábbi 32 faj tartozik:
- fekete-tengeri tűhal (Syngnathus abaster) Risso, 1827
- Syngnathus acus Linnaeus, 1758 - típusfaj
- Syngnathus affinis Günther, 1870
- Syngnathus auliscus (Swain, 1882)
- Syngnathus californiensis Storer, 1845
- Syngnathus caribbaeus Dawson, 1979
- Syngnathus carinatus (Gilbert, 1892)
- Syngnathus dawsoni (Herald, 1969)
- Syngnathus euchrous Fritzsche, 1980
- Syngnathus exilis (Osburn & Nichols, 1916)
- Syngnathus floridae (Jordan & Gilbert, 1882)
- Syngnathus folletti Herald, 1942
- Syngnathus fuscus Storer, 1839
- Syngnathus insulae Fritzsche, 1980
- Syngnathus leptorhynchus Girard, 1854
- Syngnathus louisianae Günther, 1870
- Syngnathus macrobrachium Fritzsche, 1980
- Syngnathus macrophthalmus Duncker, 1915
- Syngnathus makaxi Herald & Dawson, 1972
- Syngnathus pelagicus Linnaeus, 1758
- Syngnathus phlegon Risso, 1827
- Syngnathus rostellatus Nilsson, 1855
- Syngnathus safina Paulus, 1992
- Syngnathus schlegeli Kaup, 1856
- Syngnathus schmidti Popov, 1928
- Syngnathus scovelli (Evermann & Kendall, 1896)
- Syngnathus springeri Herald, 1942
- Syngnathus taenionotus Canestrini, 1871
- Syngnathus tenuirostris Rathke, 1837
- Syngnathus typhle Linnaeus, 1758
- Syngnathus variegatus Pallas, 1814
- Syngnathus watermeyeri Smith, 1963